# Osella FA1B
O  FA1B  é o modelo da Osella de 1981 da Fórmula 1. Condutores: Miguel Ángel Guerra, Beppe Gabbiani, Piercarlo Ghinzani, Giorgio Francia e Jean-Pierre Jarier.

## Resultados[1]
(legenda) 
| Ano  | Chassi | Motor                | Pneus | N° | Pilotos             | 1   | 2   | 3   | 4   | 5   | 6   | 7   | 8   | 9   | 10  | 11  | 12  | 13  | 14  | 15  | Pontos | Posição  |  |
| ---- | ------ | -------------------- | ----- | -- | ------------------- | --- | --- | --- | --- | --- | --- | --- | --- | --- | --- | --- | --- | --- | --- | --- | ------ | -------- |  |
|      |        |                      |       |    |                     |     |     |     |     |     |     |     |     |     |     |     |     |     |     |     |        |          |  |
|      |        |                      |       |    |                     | USW | BRA | ARG | SMR | BEL | MON | ESP | FRA | GBR | GER | AUT | NED | ITA | CAN | LVS |        |          |  |
| 1981 | FA1B   | Ford Cosworth DFV V8 | M     | 31 | Miguel Ángel Guerra | NQ  | NQ  | NQ  | Ret |     |     |     |     |     |     |     |     |     |     |     | 01     | NC (16º) |  |
| 1981 | FA1B   | Ford Cosworth DFV V8 | M     | 31 | Piercarlo Ghinzani  |     |     |     |     | 13  |     |     |     |     |     |     |     |     |     |     | 01     | NC (16º) |  |
| 1981 | FA1B   | Ford Cosworth DFV V8 | M     | 31 | Beppe Gabbiani      |     |     |     |     |     | NQ  | NQ  | NQ  | NQ  | NQ  | NQ  | NQ  | NQ  | NQ  | NQ  | 01     | NC (16º) |  |
| 1981 | FA1B   | Ford Cosworth DFV V8 | M     | 32 | Beppe Gabbiani      | Ret | NQ  | NQ  | Ret | Ret |     |     |     |     |     |     |     |     |     |     | 01     | NC (16º) |  |
| 1981 | FA1B   | Ford Cosworth DFV V8 | M     | 32 | Piercarlo Ghinzani  |     |     |     |     |     | NQ  |     |     |     |     |     |     |     |     |     | 01     | NC (16º) |  |
| 1981 | FA1B   | Ford Cosworth DFV V8 | M     | 32 | Giorgio Francia     |     |     |     |     |     |     | NQ  |     |     |     |     |     |     |     |     | 01     | NC (16º) |  |
| 1981 | FA1B   | Ford Cosworth DFV V8 | M     | 32 | Jean-Pierre Jarier  |     |     |     |     |     |     |     |     | 8   | 8   | 10  | Ret |     |     |     | 01     | NC (16º) |  |

↑1  Os gps: Itália, Canadá e Las Vegas, Jarier conduziu o FA1C.